# Cheviot Hills
Cheviot Hills (także Cheviots) – pasmo wzgórz i niskich gór w Wielkiej Brytanii, na pograniczu angielsko-szkockim, na terenie hrabstw Northumberland i Scottish Borders, część Wyżyny Południowoszkockiej.
Wschodnia część pasma, w tym najwyższy szczyt – The Cheviot (816 m n.p.m.), zbudowana jest głównie ze skał wylewnych; część zachodnia, niższa – z łupków ilastych i piaskowców. Góry wypiętrzone zostały w orogenezie hercyńskiej. Charakteryzują się stromymi zboczami i zaokrąglonymi szczytami, poprzecinane dolinami polodowcowymi.
Znajdują się tu liczne ślady działalności człowieka z epoki prehistorycznej. Obszar jest słabo zaludniony, wykorzystywany do wypasu owiec. Wywodzi się stąd rasa owiec szewiot. Znaczną część obszaru pokrywają łąki i wrzosowiska, zachodnia część została w dużym stopniu zalesiona po II wojnie światowej.
Po stronie angielskiej znaczna część pasma znajduje się w granicach parku narodowego Northumberland. W jego obrębie znajduje się rozległy poligon wojskowy (Otterburn Ranges), w użyciu od 1911 roku.